# 69406 Martz-Kohl
69406 Martz-Kohl este o planetă minoră (asteroid), cu un diametru de 3,182 km, din Inner Main Belt⁠(d). A fost descoperită pe 30 septembrie 1995 la Catalina Station⁠(d) de Carl W. Hergenrother⁠(d). 
Obiectul prezintă o orbită caracterizată de o semiaxă mare de 1,8440486677233 UAi, o excentricitate de 0,022708295171025, o înclinație de 21,993258635527 ° în raport cu ecliptica.